# Tachyoryctes splendens
Tachyoryctes splendens — вид гризунів родини сліпакових (Spalacidae).

## Поширення
Вид поширений у Східній Африці. Трапляється у гірських районах в Ефіопії, на заході Сомалі, заході Кенії, в Уганді, Бурунді, на півночі Танзанії, на крайньому сході Демократичної Республіки Конго.

## Спосіб життя
Мешкає у тропічних гірських лісах, саванах, альпійських луках. Майже все життя проводить під землею.